# Osel
Ôsel (znanstveno ime Equus africanus asinus) je udomačena žival iz družine konjev (Equidae). Divji prednik današnjega osla je somalski divji osel oz. afriški divji osel.